# Весела дружина
„Весела дружина“ е седмичен илюстрован вестник за деца и юноши. Излиза в София през 1933 – 1947 г.
В него се публикуват разкази, повести, стихотворения, пътеписи, гатанки, картинни романи и романи от известни български писатели и световни автори като Ерих Кестнер, Карел Чапек, Ръдиард Киплинг. Съдържанието му е разнообразно, като във вестника се поместват художествени и научнопопулярни статии. Забележителната популярност на вестника се основава на фантастичните сериали за Жари и Морското момиче в „Страната където хората хвърчат“ от Емил Коралов, хумористичните комиксови стихотворни сериали с герои Бежко, Бързолет, Летка, Хитрушан и Филистимчо от Лъчезар Станчев и приключенията „Сама по света“ от Милка Петрова – Коралова.
Редактори-издатели на вестника и приложението от малки книжки „Библиотека Весела дружина“ са:
1. Емил Коралов (Емил Дончев Станчев) и Лъчезар Станчев (Лъчезар Д. Станчев) в 1933 – 1937 г. (като издател е записан Веселин Д. Станчев само за първия брой). Редакцията е на ул. Камчия (Леонардо да Винчи) № 2, София.  Веселин Д. Станчев е най-възрастния брат на Емил и Лъчезар и главен организатор на вестника през целия 15-годишен период на издаване. Той има най-значителен принос за изключителния тираж и популярност на вестника в сравнение с всички подобни издания.
2. Асен Разцветников, Емил Коралов, Лъчезар Станчев (от 1942 г.), Веселин Станчев, Ценко Цветанов в 1938 – 1944 г. Запазен е договорът за редакторство.  Редакцията се намира на ул. Стефан Караджа № 30, София.
3. Емил Коралов и Лъчезар Станчев в 1944 – 1947 г.
Художници илюстратори са Стоян Венев, Вера Лукова, Вадим Лазаркевич и Борис Ангелушев. 
В година X – 1942/43 са издадени 40 броя на вестника заедно с шест книги от „Библиотека Весела дружина“ с годишен абонамент 90 лева.
От 1942 година към редакторите-издатели на Весела дружина отново се присъединява Лъчезар Станчев заедно с библиотека от (40 броя годишно) малки книжки под името „Герои“, които той редактира-издава с илюстратор Вадим Лазаркевич. След войната библиотека „Герои“ е включена в списък със забранени за разпространение книги поради „велико-български шовинизъм“.